# قائمة الأفلام المصرية سنة 1997
هذه قائمة بالأفلام المصرية لسنة 1997 مرتبة أبجديا

## 1997
- استقالة ضابط شرطة
- إسماعيلية رايح جاي
- القبطان
- المرأة والساطور
- المصير
- امرأة فوق القمة
- امراة وخمس رجال
- بخيت وعديلة 2
- تفاحة
- حتحب وتقب
- حسن اللول
- حلق حوش
- سمكة وأربع قروش
- عفريت النهار
- عيش الغراب